# Astronomia islàmica medieval
L'astronomia islàmica medieval fa referència als avanços en astronomia fets en el món islàmic sobretot entre els segles viii i xv. Aquest desenvolupament va ser escrit majoritàriament en àrab i va desenvolupar-se a l'Orient Pròxim, el nord d'Àfrica, l'Àndalus i l'Àsia central. Més tard, es va estendre a l'Índia i l'Extrem Orient.
L'astronomia a l'edat d'or de l'islam va poder créixer molt a causa del factor geogràfic en estar a prop de les terres dels antics grecs que havien deixat un valuós coneixement del cel en manuscrits. Durant la dinastia abbàssida després del moviment de la capital l'any 762 dC a Bagdad, els traductors van ser patrocinats per traduir textos grecs a l'àrab, aconseguint que moltes obres científiques importants de Galè, Claudi Ptolemeu, Aristòtil, Euclides, Arquimedes i Apol·loni de Perge fossin traduïdes a l'àrab. A partir d'aquestes traduccions, el coneixement del cosmos fins llavors oblidat es va utilitzar per avançar als pensadors astrològics actuals. El segon factor clau del creixement de l'astronomia eren les observacions religioses seguides pels musulmans, que esperaven la pregaria hores exactes del dia. Aquestes observacions en el cronometratge van donar lloc a moltes preguntes en l'astronomia matemàtica grega anterior, especialment el seu cronometratge.
Els estudis astronòmics van interessar tant a matemàtics, viatgers i religiosos com a les persones comunes, ja que l'islam i l'Alcorà tenen abundants referències al Sol, la Lluna i les estrelles. Van aparèixer observatoris públics i privats pertot arreu. L'astrologia era considerada una ciència i els sobirans tenien els seus astròlegs personals que guiaven moltes de les decisions d'estat.
Basades en les observacions babilòniques, es van construir les anomenades Taules astronòmiques, en les quals es trobaven les posicions i el moviments dels cossos celestes. Aquestes observacions, juntament amb les realitzades per iranians, hindús i grecs, van dur a un nou càlcul dels moviments celestes i a una astronomia matemàtica molt evolucionada que van practicar al-Biruní i l'escola de Maragha, a Pèrsia, amb Nassir-ad-Din at-Tussí. Aquests nous càlculs durien posteriorment a una revisió de l'astronomia de Ptolemeu.
Un dels majors avenços de l'astronomia islàmica va ser el rebuig del sistema ptolemaic dels planetes, que situava el sol, la lluna i altres planetes en òrbita al voltant de la Terra movent-se en cercles anomenats epicicles i que els seus centres cavalcaven sobre deferents excèntrics, i el moviment angular d'un planeta era uniforme al voltant de l'equant que era un punt oposat al centre deferent. Un dels primers a criticar aquest model va ser Ibn al-Hàytham al segle XI, i al segle XIII, Nassir-ad-Din at-Tussí va construir l'Observatori de Maragha al que avui és l'Iran. at-Tussí va trobar l'equant insatisfactori i el va substituir afegint una tècnica geomètrica anomenada parell de Tussí, que genera un moviment lineal a partir de la suma de dos moviments circulars. Aleshores, Al-Fadl ibn Sàlih, que treballava a Damasc l'any 1350 dC, va emprar el parell de Tussí per eliminar amb èxit l'equant i altres cercles desagradables que Ptolemeu havia utilitzat. Aquest nou model alineava correctament les esferes celestes i era matemàticament sòlid. Aquest desenvolupament d'Al-Fadl ibn Sàlih, així com dels astrònoms Maragha, va romandre relativament desconegut a l'Europa medieval.

## Bagdad
Els primers califes de Bagdad van posar al capdavant de la seua Casa de la Saviesa un astrònom: Yayha Belmansum, que concentra al seu voltant els més destacats científics de l'època, posant a la seua disposició una excel·lent biblioteca i mitjans materials abundants. Hi destaquen: 
- Al-Fazarí, constructor d'astrolabis.
- Al-Farghaní,[3] el tractat d'astronomia del qual fou traduït al llatí i utilitzat a Europa fins al segle xvi.
- Muhàmmad ibn Mussa al-Khwarazmí, conegut pel seu tractat d'àlgebra.
- Abu-Màixar al-Balkhí, astròleg i expert en cometes.[4]
- Thàbit ibn Qurra, el major dels geòmetres àrabs, va ser un excel·lent traductor i comentador dels grecs. Estudià el rellotge de sol, determinà l'altitud del Sol i la durada de l'any solar.
- Al-Biruní, reformador del calendari i dissenyador d'engranatges de precisió. Es dedicà també a la projecció cartogràfica i en la seua enciclopèdia astronòmica formulà la possibilitat lògica del moviment de la Terra al voltant del Sol.
- Al-Battaní, potser el més respectat pels estudiosos europeus. Els seus descobriments són amplíssims i els seus estudis de les anomalies lunars i dels eclipsis tenen una extraordinària precisió. Establí les primeres nocions trigonomètriques i concep la fórmula fonamental de la trigonometria esfèrica.
- Az-Zarqalí, conegut pels llatins com Azarquiel, era toledà i allí va servir i va treballar poc abans que la secular capital de tants governs caiguera en mans del rei cristià Alfons VII de Lleó i Castella. Compilà les Taules astronòmiques de Toledo i va crear l'assafea.[5]
- Abd-ar-Rahman as-Sufí, escrivint al seu Llibre d'estrelles fixes, fou el primer a descriure la gran galàxia d'Andròmeda, la galàxia espiral més propera a la Via Làctia. que va qualificar de petit núvol.[6]

## Toledo
No obstant això, per a l'Occident europeu, la presa de Toledo va ser l'inici del despertar cultural. Al costat de la Sicília normandoàrab, Toledo fou la més important porta d'entrada de la cultura àrab a Europa. Va passar a la custòdia cristiana després de la seua conquesta per Alfons VI amb tots els seus focus culturals intactes: erudits, artistes i biblioteques. Era també Toledo empori de l'erudició jueva. Sense els jueus, que se sentien a casa en ambdós mons: islàmic i cristià, no haguera pogut ocupar el seu paper de mediador cultural. Ells traduirien de l'àrab al romanç i després l'estudiós cristià abocava la seua traducció al llatí.
Prompte les possibilitats de Toledo atrauen erudits de tots els països cristians a la recerca de desconeguts tresors de saviesa.
- Gerard de Cremona, que va arribar cercant l'Almagest de Ptolemeu i tradueix fins a setanta obres científiques.
- Robert de Chester, introductor de la matemàtica de Muhàmmad ibn Mussa al-Khwarazmí.
- Miquel Scot i Germà el Dàlmata, incubadors del racionalisme europeu comentant Averrois i Alpetragius.

Tot aquest gran moviment de traduccions va ser promogut i protegit pel rei Alfons X el Savi, que persegueix la meta de fer de la seua cort un centre de les ciències i les arts similar al dels prínceps àrabs. Presta fonamental atenció a les ciències cosmològiques, però també s'ocupa dels escacs, la història, la religió, i mana que es traduïsquen al castellà, no al llatí, cercant conrear el poble pla.
En el camp concret de l'astronomia, les seues Taules alfonsines perviuen a Europa fins al segle xvii.
Les aportacions astronòmiques àrabs arriben amb claredat fins a finals del segle xv. Foren cinc segles en els quals l'islam va crear i va transmetre la ciència als deprimits estats europeus medievals. Els seus astrolabis, quadrants, diòptrics i brúixoles estan en els prestatges dels nostres museus i els principals astrònoms i matemàtics que inauguren la nova època de les ciències, Copèrnic, Tycho Brahe, Kepler, Galileu i Newton, begueren en les fonts d'al-Farghaní, az-Zarqalí i al-Battaní.